# Weisse Löwe (1626)
Weisse Löwe (пол. Biały Lew, укр. Білий лев) — флейт XVII ст., що певен час ходив під прапором Речі Посполитої.

## Історія
Нідерландський флейт в час польсько-шведської війни був конфіскований (1626/27) через перевезення товарів для шведів. Був озброєний 16 гарматами і залучений до військового флоту як «Weisse Löwe». Під командування Пітера Бьозе (нім. Piotr Böse) ходив до другої ескадри 28 листопада 1628 р. у битві під Оливою (рейд Гданська). Переслідував відступаючі кораблі шведів. До 2 травня 1628 разом з «Feuerblas» був виведений із складу військового флоту, роззброєний і повернутий до торговельного флоту. Його дальша доля невідома.